# Aire d'attraction de Bohain-en-Vermandois
L'aire d'attraction de Bohain-en-Vermandois est une aire d'attraction des Hauts-de-France, centrée sur la ville de Bohain-en-Vermandois.
Elle est un zonage d'étude défini par l'Insee pour caractériser l'influence de la commune de Bohain-en-Vermandois sur les communes environnantes. Publiée en octobre 2020, elle se substitue à l'aire urbaine de Bohain-en-Vermandois, dont le dernier zonage remontait à 2010.

## Définition
L’aire d'attraction d'une ville est composée d'un pôle, défini à partir de critères de population et d’emploi ainsi que d’une couronne constituée des communes dont au moins 15 % des actifs travaillent dans le pôle. Le pôle d’attraction constitue ainsi un point de convergence des déplacements domicile-travail,.

## Type et composition
L'aire de Bohain-en-Vermandois est une aire départementale qui comporte 3 communes. Bohain-en-Vermandois en est la commune-centre.
Elle est catégorisée dans les aires de moins de 50 000 habitants, une catégorie qui regroupe 10,9 % de la population des Hauts-de-France et 12,2 % au niveau national.

### Carte

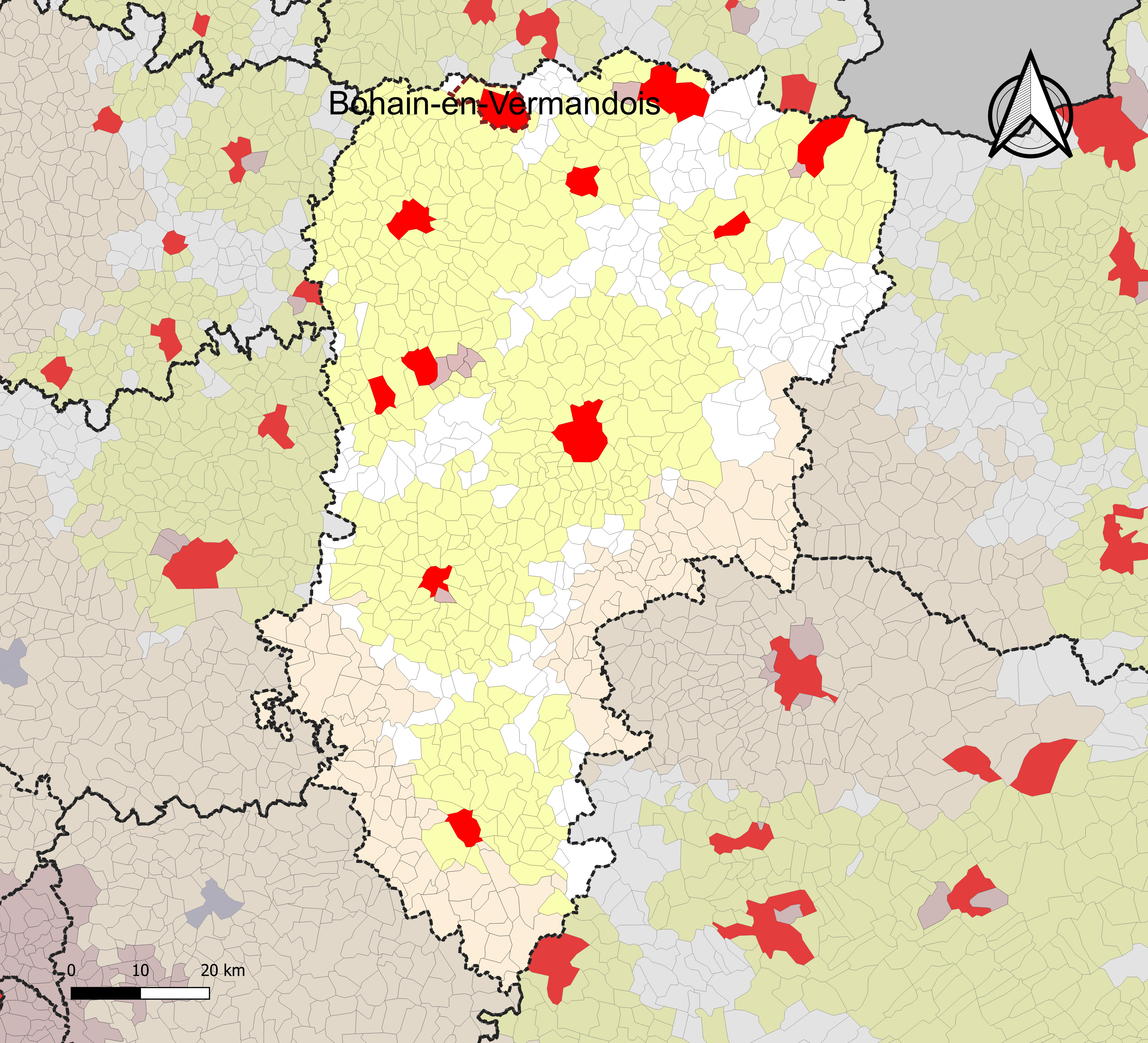
Carte de localisation l'aire d'attraction de Bohain-en-Vermandois dans le département de l'Aisne.

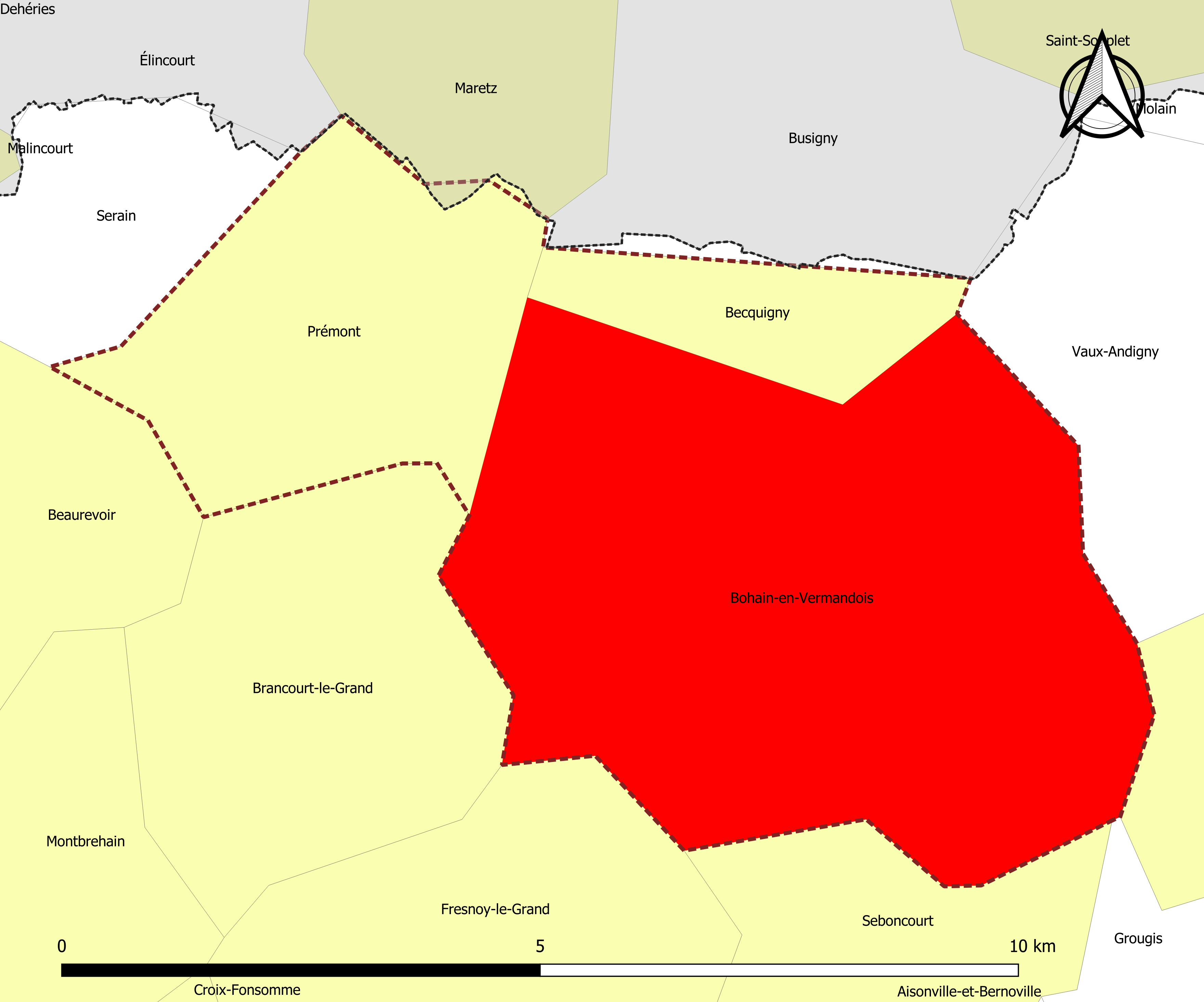
Carte de l'aire d'attraction de Bohain-en-Vermandois.
Commune-centre
Commune du pôle principal
Commune de la couronne

### Composition communale
Les 3 communes de l'aire attractive du Bohain-en-Vermandois et leur population municipale en 2022 : 
| Nom                  | Code Insee | Département | Statut                 | Superficie (km2) | Population (dernière pop. légale) | Densité (hab./km2) | Modifier                                    |
| -------------------- | ---------- | ----------- | ---------------------- | ---------------- | --------------------------------- | ------------------ | ------------------------------------------- |
| Becquigny            | 02061      | Aisne       | commune de la couronne | 4,67             | 263 (2022)                        | 56                 | modifier les données · modifier les données |
| Bohain-en-Vermandois | 02095      | Aisne       | commune-centre         | 31,74            | 5 724 (2022)                      | 180                | modifier les données · modifier les données |
| Prémont              | 02618      | Aisne       | commune de la couronne | 12,21            | 686 (2022)                        | 56                 | modifier les données · modifier les données |